# Papestra ingravis
Papestra ingravis là một loài bướm đêm trong họ Noctuidae.